# Oppidum Saint-Marcel
L'oppidum Saint-Marcel, situé sur la commune du Pègue, dans la Drôme provençale, est un emporion (comptoir commercial grec) qui a été en relation avec Massalia du VIe siècle avant notre ère jusqu'à l'an -49. Il est remarquable pour ses différentes poteries pseudo-ioniennes qui ont mis en évidence un important commerce du vin entre les Phocéens et les Voconces. L'oppidium fait l’objet d’un classement au titre des monuments historiques depuis le 2 décembre 1993.

## Première période

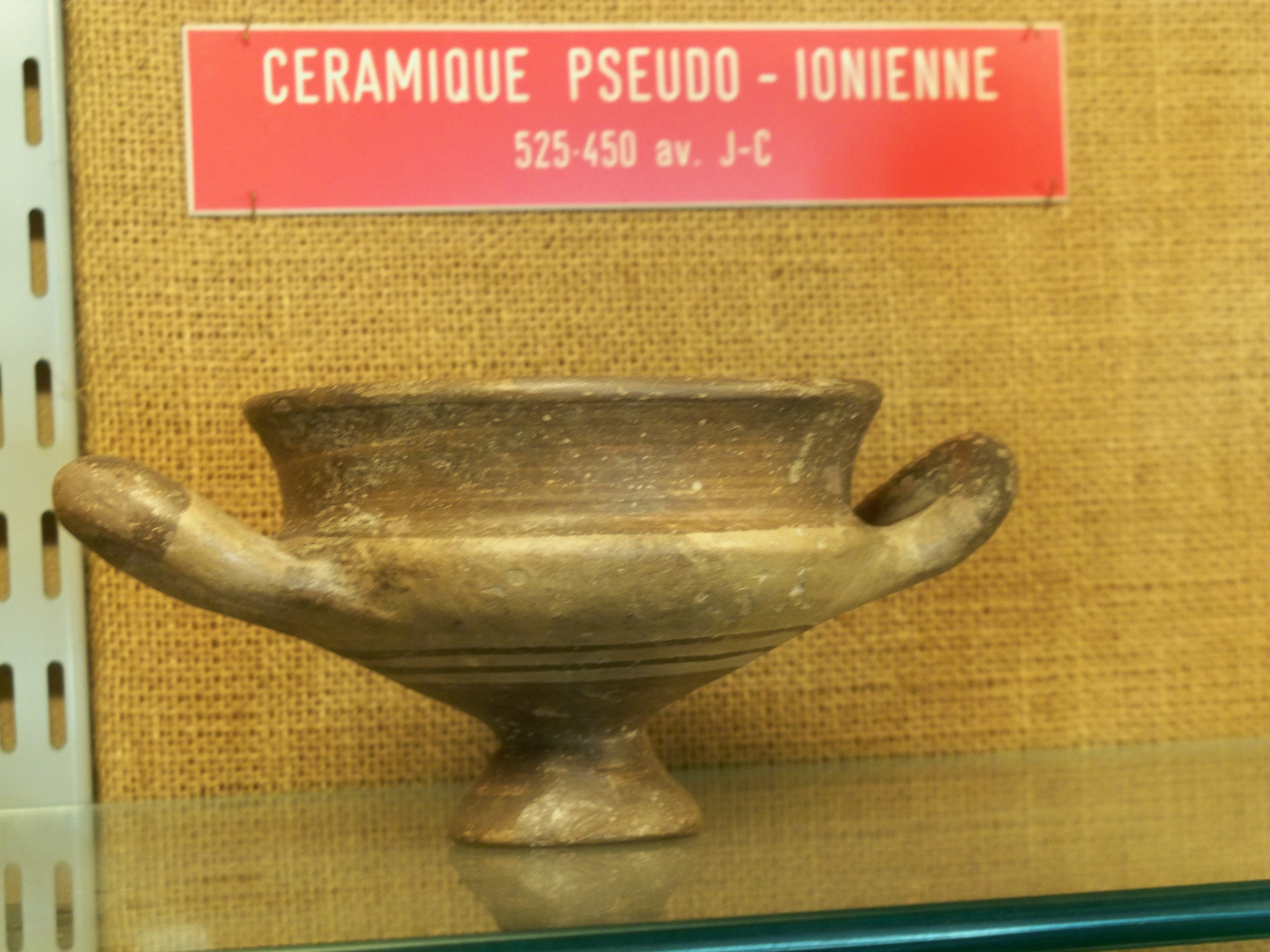
Céramique pseudo-ionienne (- 525 - 450)

Les premières traces de négoce entre l'oppidum et Massalia ont été datées de -525. Sur trois niveaux de la colline Saint-Marcel, ont été trouvés de multiples tessons de céramique grecque à figures noires. La vocation d'emporion de l'oppidum s'affirma entre -500 et - 475 avec la création des premiers grands greniers à céréales sur le site. Un métissage culturel s'était initié comme en témoignent la découverte des premières poteries pseudo-ioniennes fabriquées sur place. Elles sont la preuve tangible que la consommation de vin grec était devenue une pratique courante. Mais la réouverture des voies maritimes qui succédèrent aux victoires de la cité phocéenne contre les Phéniciens (-480) et les Étrusques (-475) fit délaisser progressivement par les Massaliotes, entre -450 et - 400, leur troc céréales / vin avec leur comptoir de Saint-Marcel. L'oppidum fut même incendié par des pillards.

## Seconde période
Leur amour du vin aidant, les Celtes n'hésitant pas à échanger une amphore de vin contre un esclave, l'oppidum Saint-Marcel retrouva toute son importance économique pour le négoce du vin phocéen. C'est la deuxième grande période de l'emporium qui reconstruisit ses grands greniers à céréales. Les fouilles archéologiques ont montré qu'alors apparaît une nouvelle poterie pseudo-ionienne sur le même niveau que la céramique grecque à figures rouges et que s'y mêle de la poterie gauloise. 

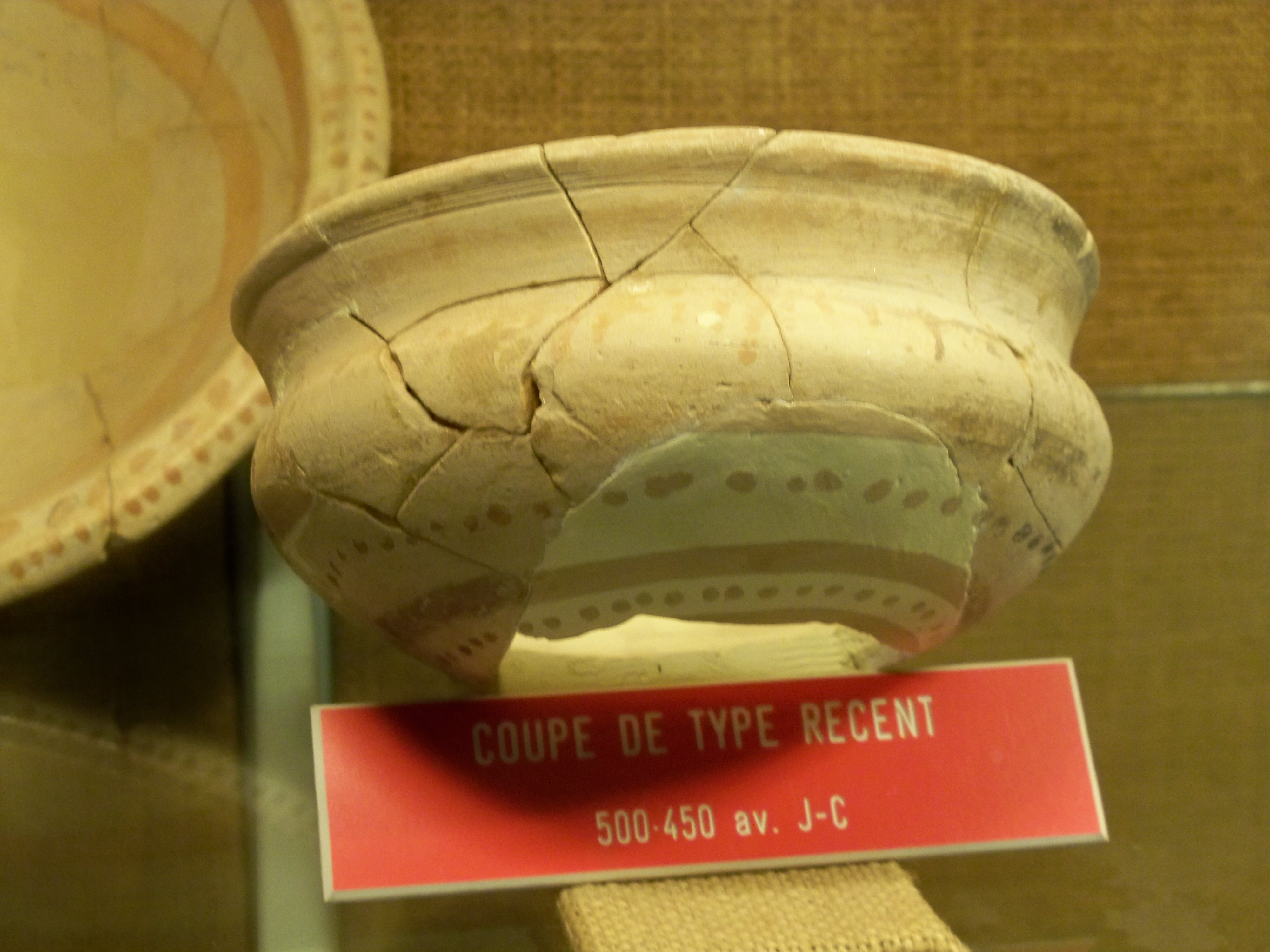
Coupe à vin de style récent (- 500 - 450)
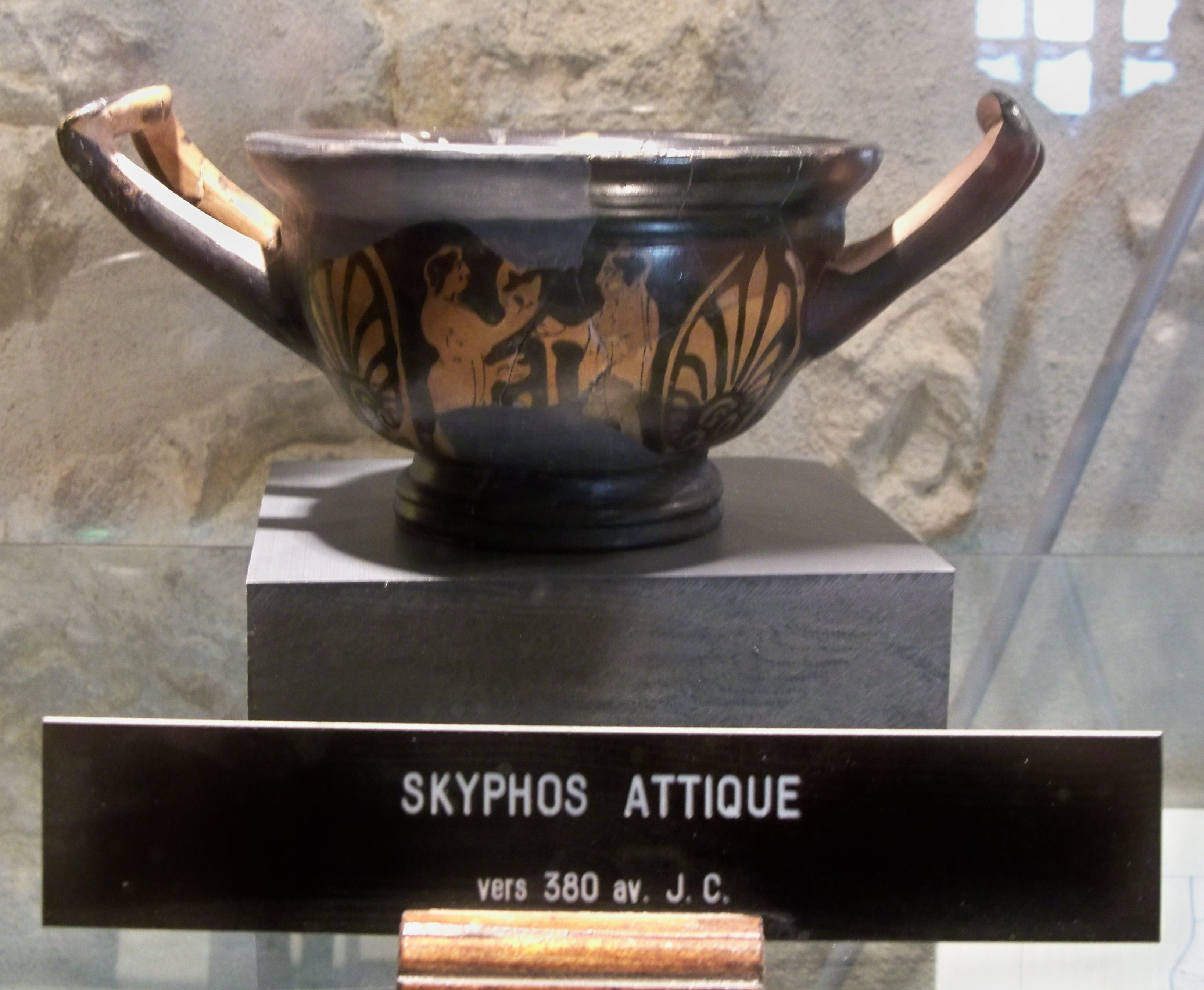
Skyphos attique à figures rouges
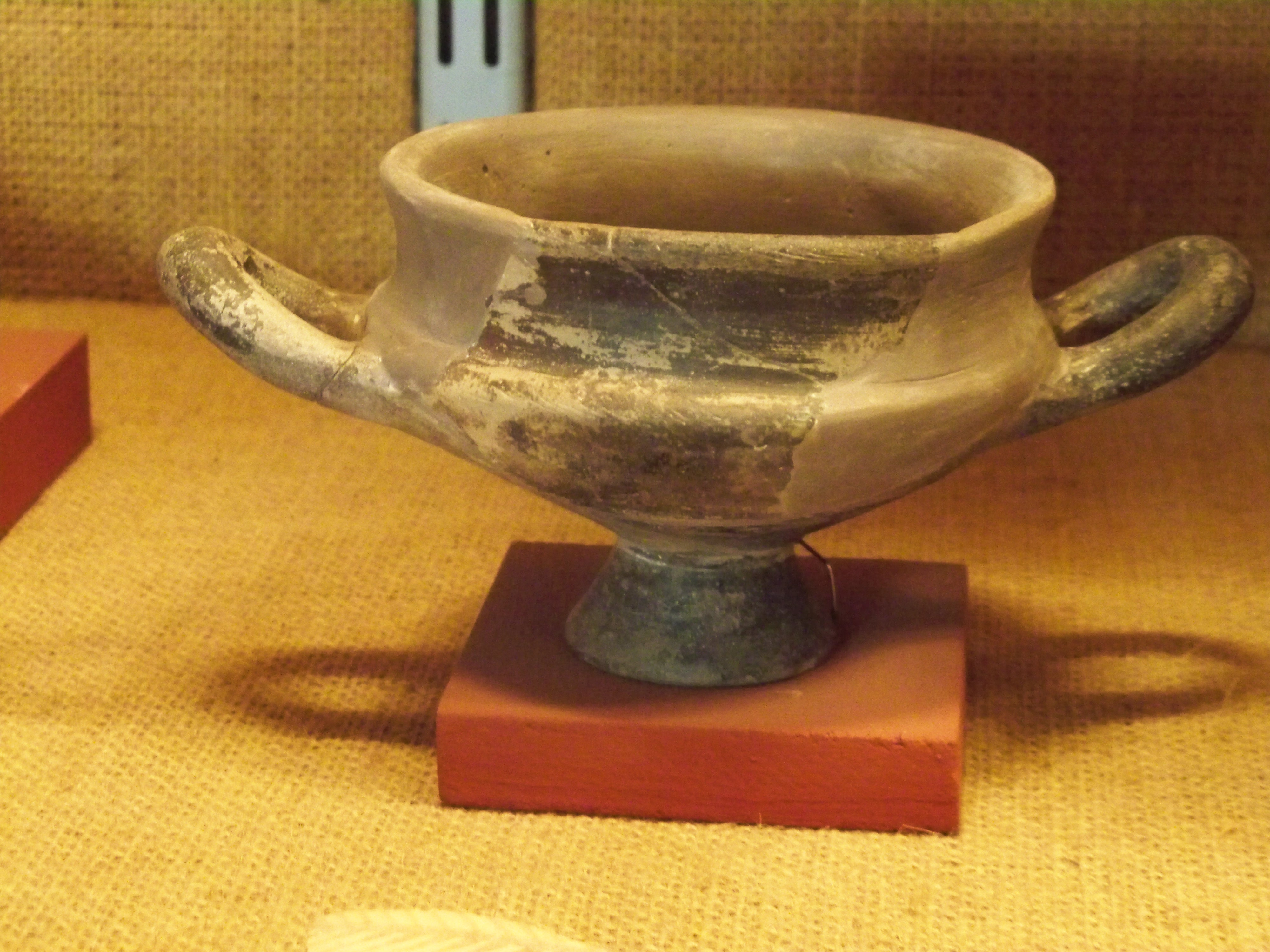
Skyphos pseudo-ionien

## Troisième période
La présence des Celtes, grands amateurs de vins, permit aux Massaliotes de continuer leurs fructueuses relations commerciales avec l'intérieur des terres. C'est au cours de cette période que les archéologues ont trouvé le plus grand nombre de numéraire sur le site de l'emporion. Les pièces de monnaie massaliotes, frappées entre -350 et -200, abondaient avec, en particulier, les oboles d'argent à tête d'Apollon. Mais aucune trace d'amphore ou de céramique de Massalia auxquelles s'était substituée la poterie gauloise. L'invention du tonneau par les Gaulois a dû, dans cette période de transition, permettre aux Celto-Ligures de récupérer à leur compte le transport et le négoce du vin. c'est ce qu'ont confirmé les fouilles en montrant ce creux d'un siècle et demi entre la disparition des amphores massaliotes à pâte micassée et l'apparition des amphores italo-grecques à lèvres inclinées qui vont leur succéder. 

## Quatrième période
Après l'alliance de Massalia et Rome contre les Salyens qui entouraient la cité phocéenne, la présence romaine se fit effective dans ce qui allait devenir la Provincia. Ce fut loin d'être une période néfaste pour les habitants de l'oppidum Saint-Marcel. Dès - 125, la population augmenta même. Par contre le monnayage avait changé et apparaissaient les deniers d'argent gaulois frappés "au cavalier de la vallée du Rhône". Mais cette dernière période faste allait trouver son terme avec le siège de Massalia, en -49, et la défaite des Grecs face aux armées de César. Elle fit perdre toute importance économique à l'emporion qui fut définitivement abandonné. 

## Annexe